# Ommen
Ommen là một đô thị ở tỉnh Overijssel phía đông Hà Lan. Đô thị này nằm ở trong thung lũng Vecht của vùng Salland, tại trung tâm tỉnh Overijssel. Các ghi chép lịch sử đầu tiên về tên Ommen vào đầu thế kỷ 12 và Ommen chính thức thành lập làm thành phố vào năm 1248. Hiện đô thị này có 17.402 dân và diện tích 181,98 km².

## Các trung tâm dân cư
Ngoài thành phố Ommen (dân số: 8.710 người) và thị trấn Lemele (dân số: 570 người), đô thị này còn bao gồm các làng sau:
Archem, Arriën, Arriërveld, Beerze, Beerzerveld, Besthmen, Eerde, Giethmen, Junne, Ommerschans, Stegeren, Stegerveld, Varsen, Vilsteren, Vinkenbuurt, Witharen và Zeesse.